# Joan Montserrat Vergés
Joan Montserrat Vergés (Reus, 1853 - Reinosa, Cantàbria, 1909) va ser un arquitecte i maçó català.
Era fill de Joan Montserrat, de Vilanova i la Geltrú i de Marina Vergés, de Reus, i germà de l'industrial Josep Montserrat Vergés. Als 15 anys es traslladà a Barcelona per a cursar els estudis preparatoris per a entrar a l'escola d'arquitectura. Va anar becat a l'Acadèmia Espanyola de Belles Arts de Roma. Es traslladà després a Madrid on acabà els estudis en 1876 i entrà com a auxiliar a les obres de l'edifici destinat a Biblioteca i Museu nacionals d'Espanya. A l'any següent va ser nomenat director de les obres de renovació de la Universitat de Granada i va fer també un estudi per renovar l'escola normal d'aquella ciutat. Va ser arquitecte municipal de Granada i arquitecte de la diòcesi de Guadix-Baza i de l'Arquebisbat de Granada. Va reestructurar i ampliar fins al 1886 alguns edificis de la Universitat de Granada, i després aixecà esglésies a la diòcesi. El capítol de la catedral de Granada li demanà el projecte de reforma de l'altar major. Va construir diversos edificis civils també a Granada, on destaca l'antic Hotel Colón i diversos mercats municipals i l'escorxador. Les seves tendències estilístiques van des de l'historicisme fins a l'estil neomudèjar, passant per l'eclecticisme i un modernisme senzill. Ocupà alts càrrecs dins de la maçoneria granadina: el 1890 era Gran Tresorer i President de la gran Lògia maçònica provincial. Construí la Casa del Buen Suceso, una lògia maçònica destacada a aquella ciutat, on són molt evidents els símbols maçònics.
Des de Granada, interessat pels temes de la seva ciutat natal, envià diversos dibuixos i articles a publicacions reusenques. El 1890 la revista Reus Artístich li publicà un dibuix d'una proposta per a la renovació de la façana del Santuari de la Mare de Déu de Misericòrdia.